# Księstwo Brabancji
Księstwo Brabancji (hol. Hertogdom Brabant, fr. Duché de Brabant) – państwo wchodzące w skład Świętego Cesarstwa Rzymskiego utworzone przez cesarza Fryderyka I w 1183 z landgrafostwa Brabancji (istniejącego w latach 1085–1183). 

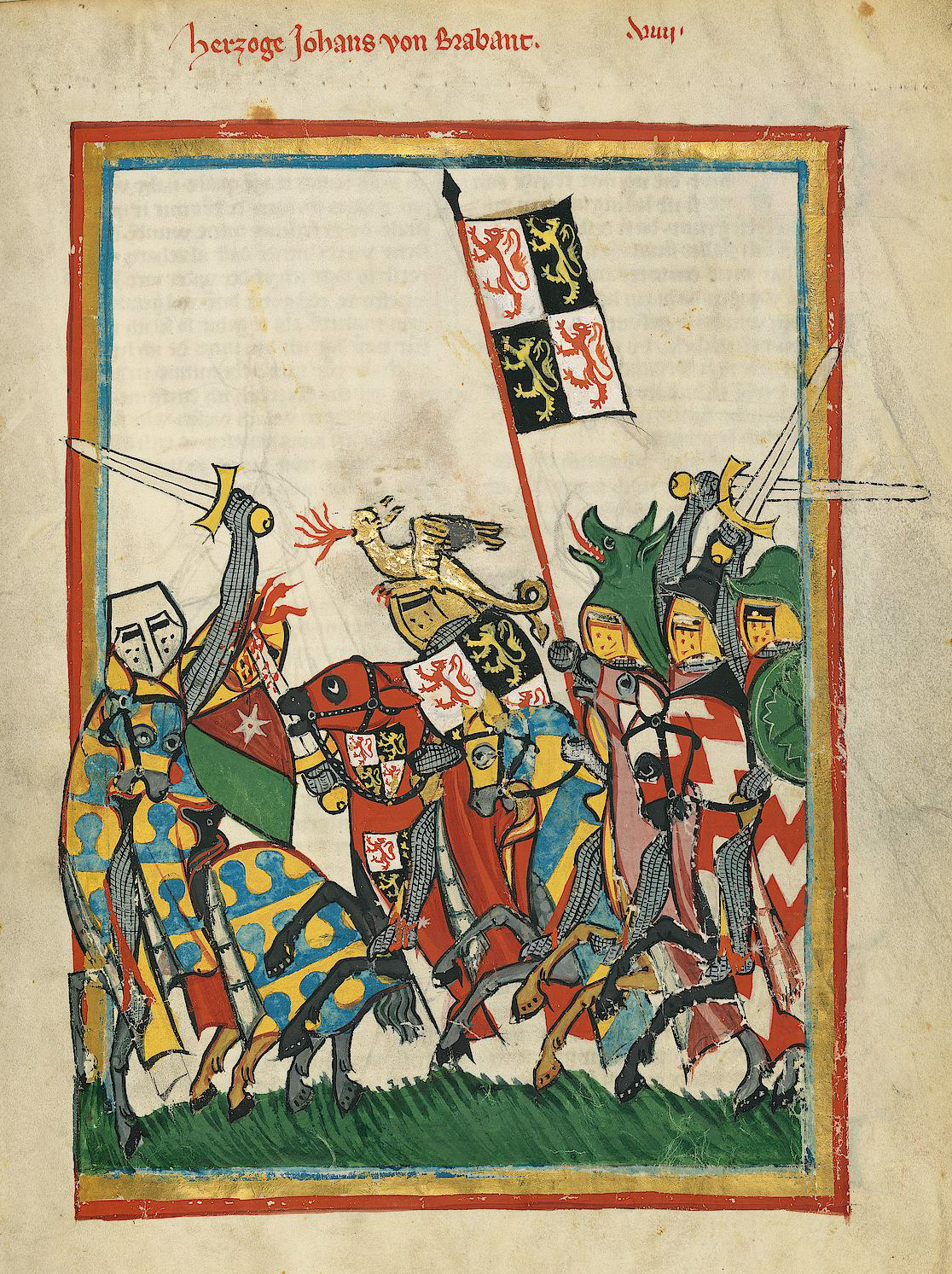
Książę Brabancji Jan I Zwycięski, miniatura z Kodeksu Manesse, XIV w.

W 1430 księstwo stało się częścią Niderlandów Burgundzkich, następnie władzę nad nim przejęli Habsburgowie (od 1477 austriaccy, a od 1556 hiszpańscy). W czasie wojny o niepodległość Niderlandów księstwo było jednym z głównych ośrodków oporu antyhiszpańskiego. W wyniku walk i rozłamu religijnego, część północna księstwa (głównie protestancka) weszła w 1579 (formalnie w 1648 – pokój westfalski) w skład Republiki Zjednoczonych Prowincji, a część południowa (katolicka) pozostała przy Niderlandach Hiszpańskich wchodząc w skład Niderlandów Południowych. Po wojnie o sukcesję hiszpańską część południowa znalazła się pod panowaniem austriackim, a księstwo Brabancji istniało do 1794 roku, gdy jego tereny zajęła armia Francji.